# Střítež (okres Žďár nad Sázavou)
Střítež (německy Stritesch) je obec v okrese Žďár nad Sázavou v Kraji Vysočina. Ve vzdálenosti 9 km jižně leží Bystřice nad Pernštejnem, 16 km jihovýchodně je město Tišnov. Žije zde 101 obyvatel.

## Části obce
- Střítež
- Nivy

## Název
Původ názvu je nejednoznačný. Podle převažujícího názoru jde o hromadné podstatné jméno (typu mládež) od staročeského, jinak písemně nedoloženého výrazu pro rákos, který měl být hláskovým pokračováním (pozdně) praslovanského črětъ (téhož významu). Název vesnice by tak vyjadřoval polohu blízko rákosového porostu. Jiný, mladší názor název pokládá za slovesné podstatné jméno (typu krádež) odvozené od slovesa střieti ve významu „kácet, mýtit“. Název vesnice by pak vyjadřoval její polohu ve vymýcené části lesa.

## Historie
První písemná zmínka o obci pochází z roku 1356.

## Demografie
| Rok            | 1869 | 1880 | 1890 | 1900 | 1910 | 1921 | 1930 | 1950 | 1961 | 1970 | 1980 | 1991 | 2001 | 2012 |
| Počet obyvatel | 277  | 276  | 268  | 221  | 216  | 211  | 196  | 162  | 165  | 112  | 130  | 132  | 94   | 94   |

## Pamětihodnosti
- Kaple svatého Ducha, stojí ve středu obce
- Budova bývalé školy – tyčí se vedle kapličky, pochází z roku 1853, dnes zde sídlí obecní úřad
- Zřícenina hradu Lísek
- Smírčí kříže v okolí obce

## Osobnosti
Místním rodákem byl p. František Voneš (16. září 1913, Střítež – 1. července 1942, Brno), kaplan ve Ždánicích, který byl s farářem p. Václavem Kostihou za poskytování úkrytu odbojářům v červnu 1942 zatčen gestapem a pak popraven.

## Galerie

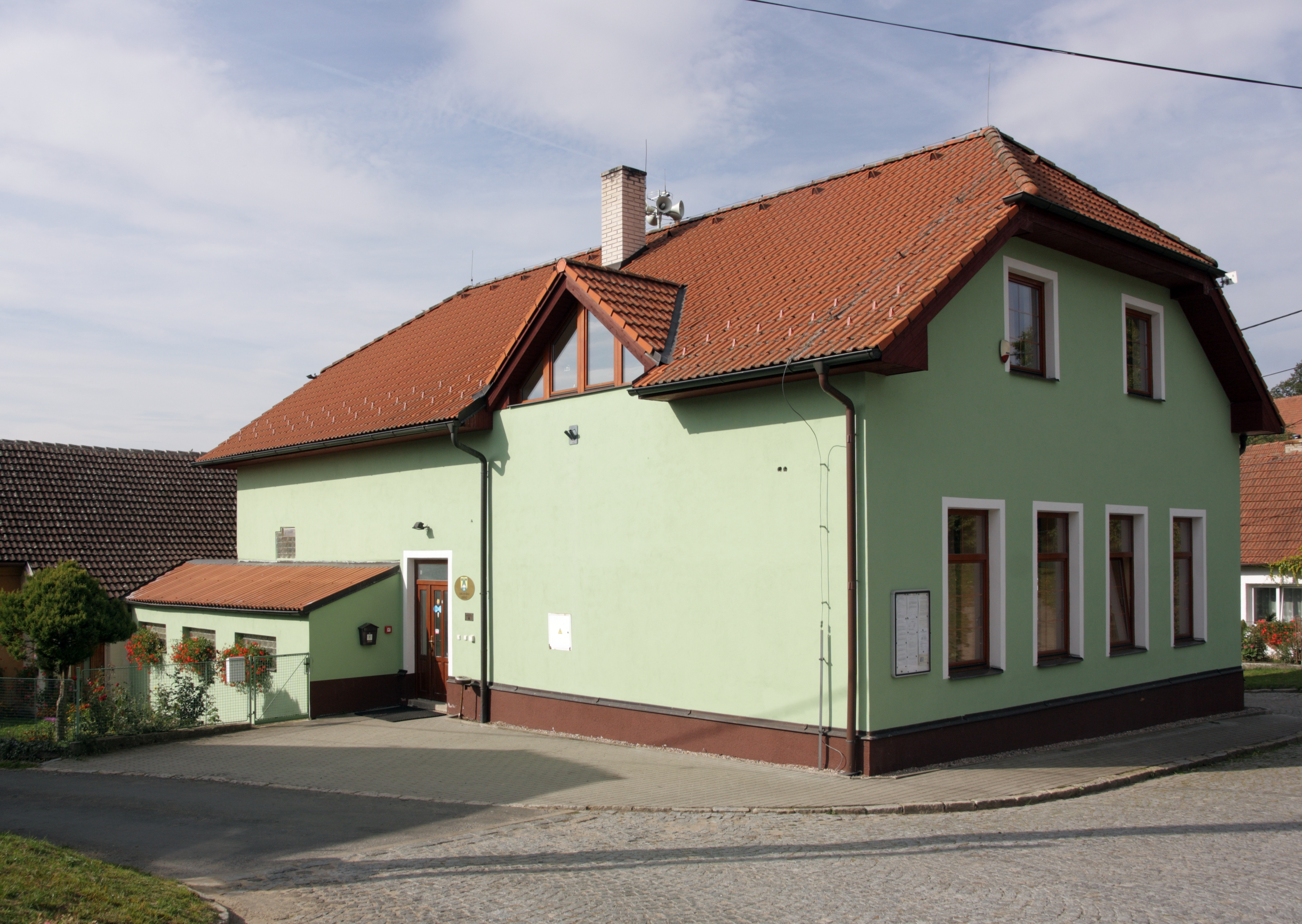
Obecní úřad
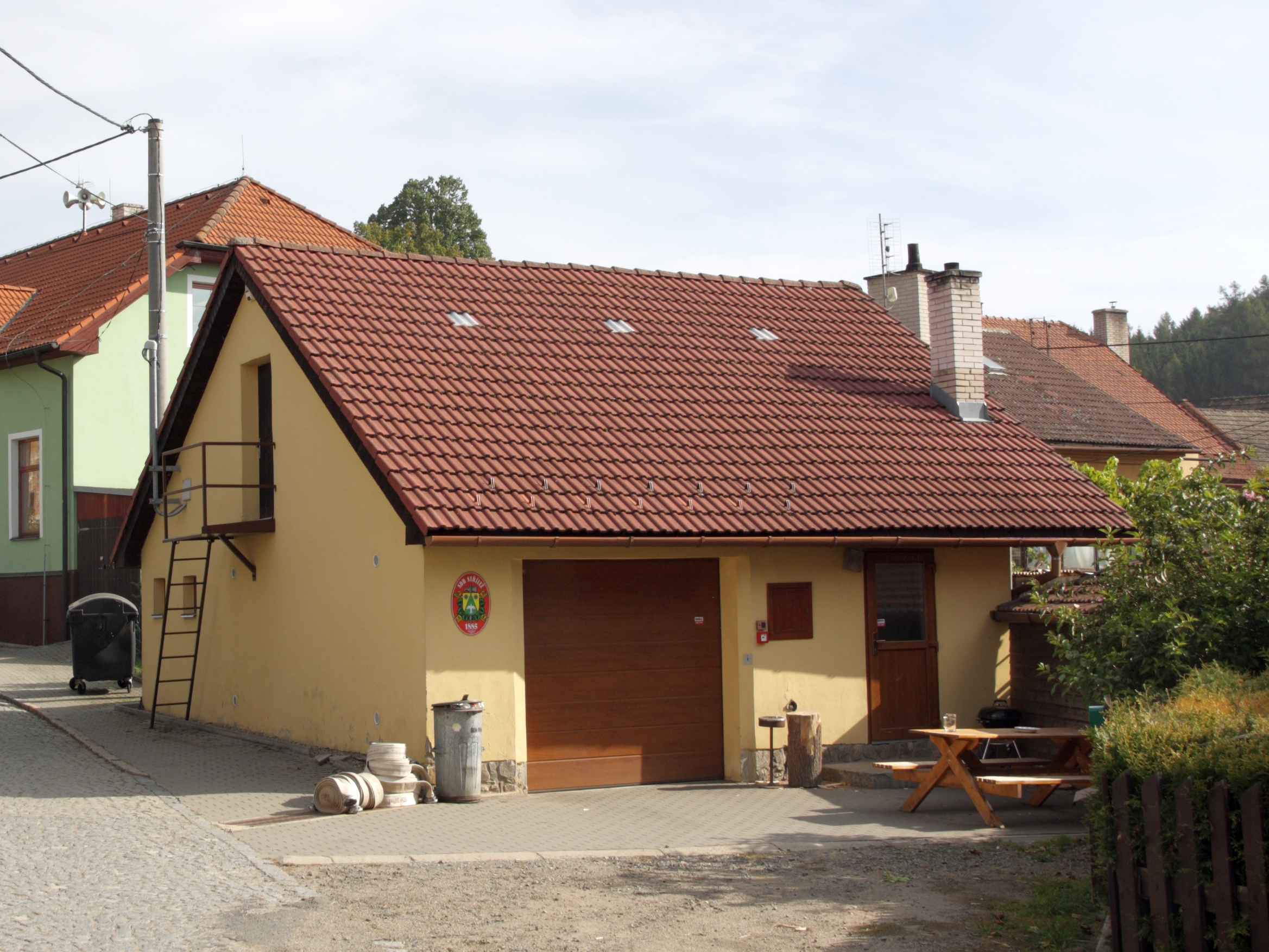
Hasičská zbrojnice
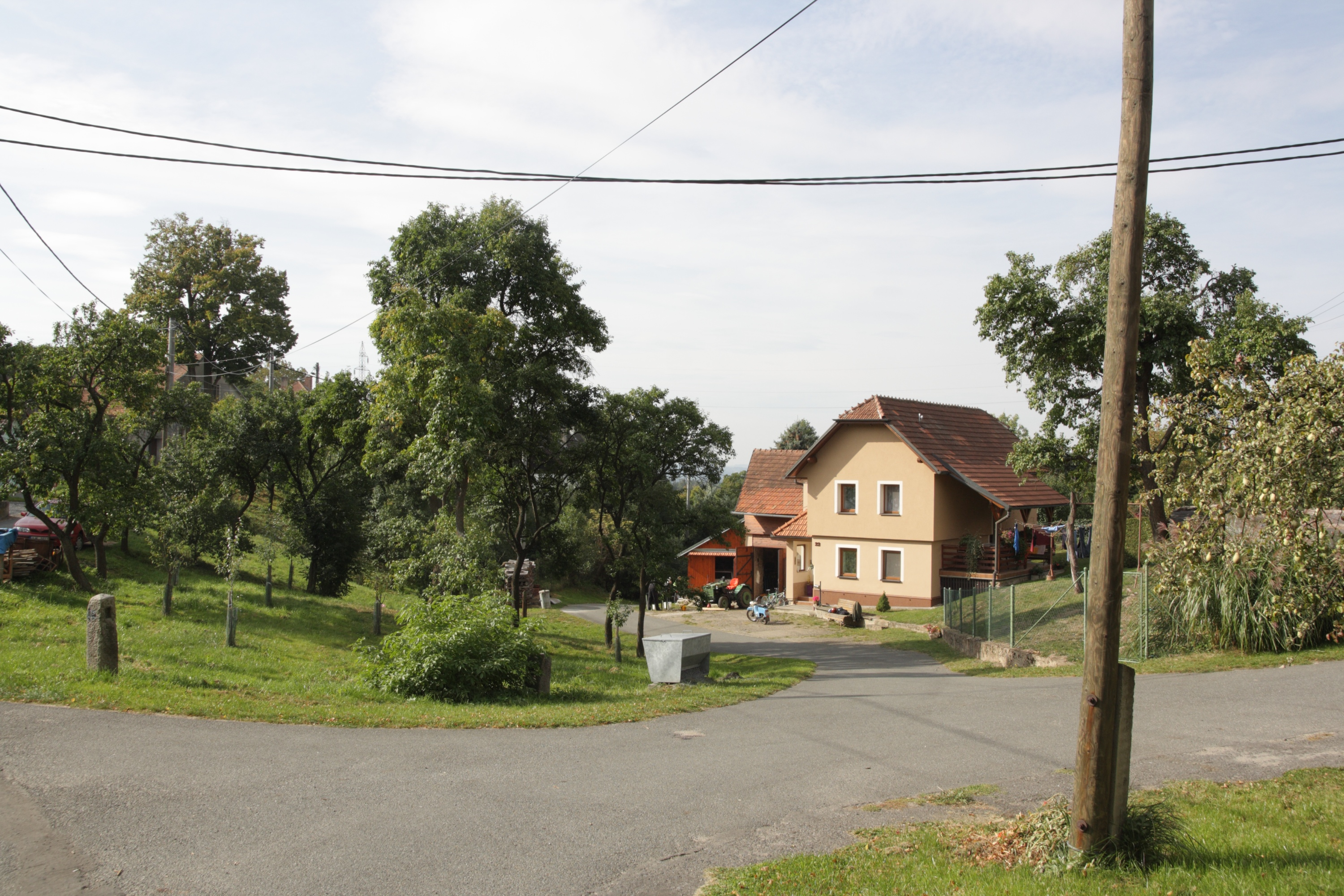
Náves